# Suwon

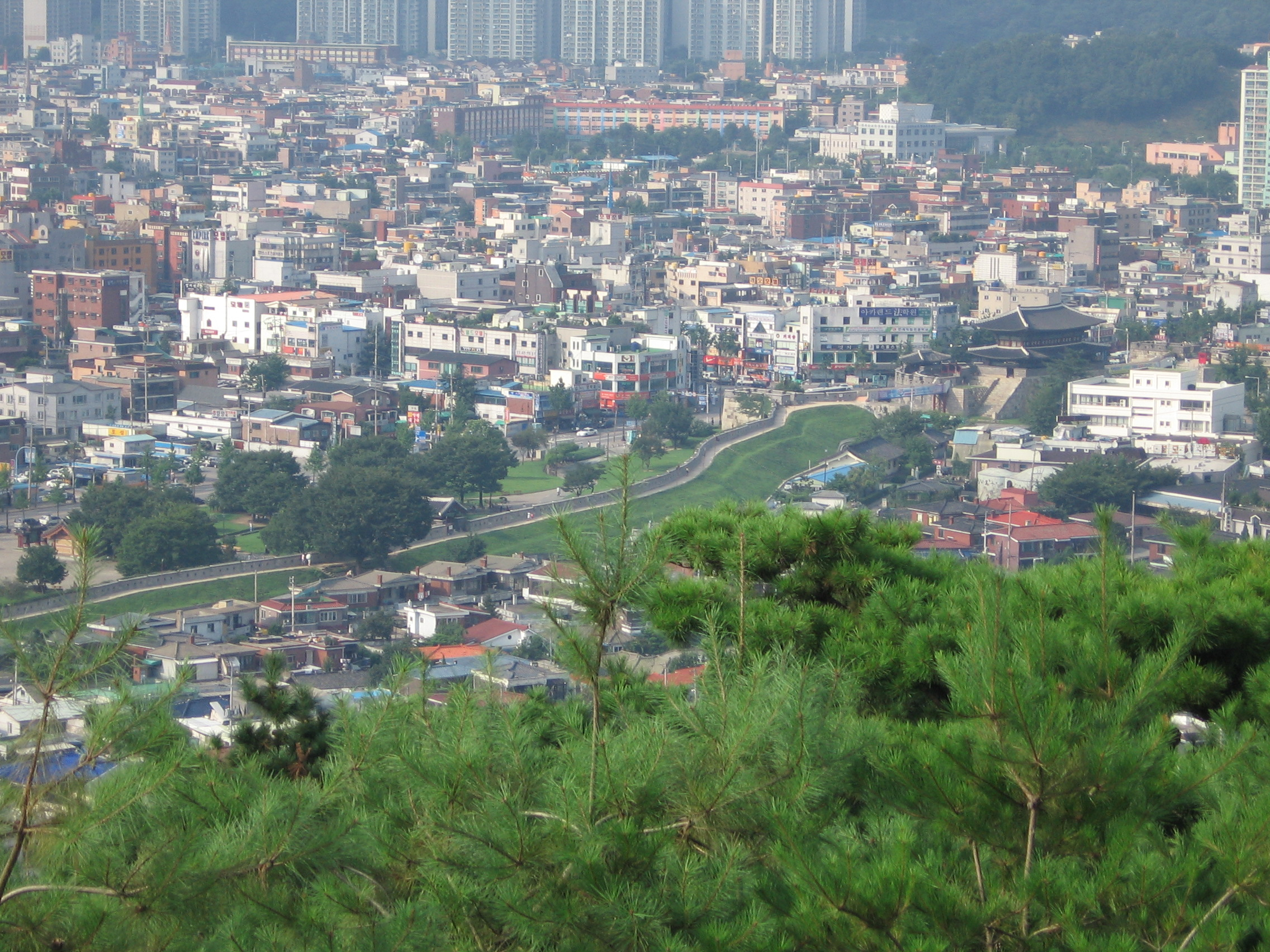
Vy över Suwon.

Suwon (hangul 수원, hanja 水原) är den största staden och administrativ huvudort i provinsen Gyeonggi i Sydkorea. Folkmängden var 1 221 913 invånare i slutet av 2020, på en yta av 121 kvadratkilometer.
Suwon ligger i den södra delen av Gyeonggi, cirka 30 kilometer söder om Sydkoreas huvudstad Seoul. Staden gränsar i öster till staden Yongin, i söder och väster till staden Hwaseong, i väster även till staden Ansan och i norr till staden Uiwang.

## Administrativ indelning
Staden är indelad i fyra stadsdistrikt (gu). Dessa är i sin tur indelade i totalt 44 administrativa stadsdelar (dong).
| Namn   | Namn         | Yta km² | Invånare 31 dec 2020 |  |
| ------ | ------------ | ------- | -------------------- |  |
| 권선구 | Gwonseon-gu  | 47,18   | 378 153              |  |
| 장안구 | Jangan-gu    | 33,34   | 280 209              |  |
| 팔달구 | Paldal-gu    | 12,86   | 187 739              |  |
| 영통구 | Yeongtong-gu | 27,71   | 375 812              |  |